# Dekarboksylacja
Dekarboksylacja, dekarboksylowanie – reakcja chemiczna, w której dochodzi do usunięcia grupy karboksylowej z kwasów karboksylowych lub ich soli i estrów. W wyniku tej reakcji następuje zazwyczaj wydzielenie dwutlenku węgla. W organizmie jest wywoływana najczęściej poprzez działanie enzymów. 
Przykładem reakcji dekarboksylacji w syntezie chemicznej są reakcje Hunsdieckera, Simoniniego i Kochiego.
Dekarboksylacja ketokwasów ma szczególne znaczenie w środowisku naturalnym, gdzie stanowi jeden z etapów degradacji aminokwasów w procesach fermentacyjnych i rozkładu tlenowego.

## Dekarboksylacja fermentacyjna
Przykładem dekarboksylacji jest jeden z ubocznych etapów fermentacji alkoholowej. W procesie tym następuje wydzielenie dwutlenku węgla CO2, któremu towarzyszy utlenianie. Produktem tej reakcji jest aldehyd octowy.

## Dekarboksylacja tlenowa
Przykładem tlenowej dekarboksylacji jest biosynteza acetylo-CoA. Obok pirofosforanu tiaminy w tej reakcji bierze udział kwas liponowy, który umożliwia jednoczesne odczepienie atomów wodoru. W wyniku tego procesu powstaje utleniony produkt dekarboksylacji, czynny octan (koenzym A).
Reakcja przebiega według wzoru:
kwas pirogronowy + CoA-SH + NAD → czynny octan + CO2 + NADH + H(+)

## Oksydacyjna dekarboksylacja pirogronianu
Oksydacyjna dekarboksylacja pirogronianu jest katalizowana przez kompleks wieloenzymatyczny, zwany dehydrogenazą pirogronianową, zlokalizowaną w macierzy mitochondrialnej. W przebiegu tego procesu pirogronian ulega dekarboksylacji (odłącza CO2), a pozostający fragment dwuwęglowy utlenia się do acetylo-S-CoA. Nieodwracalność procesu sprawia, iż pirogronian nie może odtwarzać się z acetylo-S-CoA, dlatego acetylo-S-CoA nie może być substratem w procesie glukoneogenezy.

## Przykłady dekarboksylacji aminokwasów
- arginina → agmatyna
- fenyloalanina → fenyloetyloamina
- histydyna → histamina
- kwas glutaminowy → kwas γ-aminomasłowy
- lizyna → kadaweryna
- seryna → etanoloamina
- tryptofan → tryptamina
- tyrozyna → tyramina